# Episodi di Mod Squad, i ragazzi di Greer (quarta stagione)
La quarta stagione della serie televisiva Mod Squad, i ragazzi di Greer (The Mod Squad) è andata in onda negli Stati Uniti dal 14 settembre 1971 al 7 marzo 1972 sulla ABC, posizionandosi al 21º posto nei rating Nielsen di fine anno con il 21,5% di penetrazione e con una media superiore ai 13 milioni di spettatori.
| nº | Titolo originale                     | Titolo italiano | Prima TV USA      | Prima TV Italia |
| -- | ------------------------------------ | --------------- | ----------------- | --------------- |
| 1  | The Sentinels                        |                 | 14 settembre 1971 |                 |
| 2  | Cricket                              |                 | 21 settembre 1971 |                 |
| 3  | Home Is the Streets                  |                 | 28 settembre 1971 |                 |
| 4  | Survival                             |                 | 5 ottobre 1971    |                 |
| 5  | Color of Laughter, Color of Tears    |                 | 12 ottobre 1971   |                 |
| 6  | The Medicine Men                     |                 | 19 ottobre 1971   |                 |
| 7  | The Sands of Anger                   |                 | 26 ottobre 1971   |                 |
| 8  | The Poisoned Mind                    |                 | 2 novembre 1971   |                 |
| 9  | Exit the Closer                      |                 | 9 novembre 1971   |                 |
| 10 | Whatever Happened to Linc Hayes?     |                 | 16 novembre 1971  |                 |
| 11 | And a Little Child Shall Bleed Them  |                 | 23 novembre 1971  |                 |
| 12 | Real Loser                           |                 | 30 novembre 1971  |                 |
| 13 | Death of a Nobody                    |                 | 7 dicembre 1971   |                 |
| 14 | Feet of Clay                         |                 | 14 dicembre 1971  |                 |
| 15 | I Am My Brother's Keeper             |                 | 4 gennaio 1972    |                 |
| 16 | Deal with the Devil                  |                 | 11 gennaio 1972   |                 |
| 17 | Kill Gently, Sweet Jessie            |                 | 18 gennaio 1972   |                 |
| 18 | Shockwave                            |                 | 25 gennaio 1972   |                 |
| 19 | No More Oak Leaves for Ernie Holland |                 | 1º febbraio 1972  |                 |
| 20 | The Cave                             |                 | 8 febbraio 1972   |                 |
| 21 | The Wild Weekend                     |                 | 15 febbraio 1972  |                 |
| 22 | The Tangled Web                      |                 | 22 febbraio 1972  |                 |
| 23 | Outside Position                     |                 | 29 febbraio 1972  |                 |
| 24 | Big George                           |                 | 7 marzo 1972      |                 |

## The Sentinels
- Prima televisiva: 14 settembre 1971
- Diretto da: Robert M. Lewis
- Scritto da: Alvin Boretz

### Trama
- Guest star: Lynne Marta (Lila), Scott Marlowe (Keech), Stephen R. Hudis (Paulie), Hal England (Nick), Richard Romanus (Aurelio), Robert Cleaves (dottor Mills), Poupée Bocar

## Cricket
- Prima televisiva: 21 settembre 1971
- Diretto da: Michael Caffey
- Scritto da: Rick Husky

### Trama
- Guest star: Susan Howard (Gillian), Lee Montgomery (Cricket), Paul Kent (dottor Stafford), Victor Holchak (Buchanan), Harlan Warde (dottore), Tom Middleton (sergente di polizia), Joel Lawrence (Cliff), John Dennis (addetto parcheggio), Al Checco (direttore ristorante), Andrea Cagan (Kathy)

## Home Is the Streets
- Prima televisiva: 28 settembre 1971
- Diretto da: Barry Shear
- Scritto da: S. S. Schweitzer

### Trama
- Guest star: George Murdock (Price), Brooke Bundy (Tina), Buddy Lester (Artie), Flora Plumb (Angie), Simon Scott (tenente Metcalf), Cameron Mitchell

## Survival
- Prima televisiva: 5 ottobre 1971
- Diretto da: Philip Leacock
- Scritto da: Byron Twiggs

### Trama
- Guest star: Bill Mullikin (Ray), Jon Shank, Val Avery, Elliott Street (Rolly), Karen Ericson (Gita), John Rubinstein (Larry)

## Color of Laughter, Color of Tears
- Prima televisiva: 12 ottobre 1971
- Diretto da: Philip Leacock
- Scritto da: Edward J. Lakso

### Trama
- Guest star: Michael Baseleon (Otto), Dan Ferrone (Emilio), Edward Asner (Joe Walton), Anne Archer (Jennifer), Maria Grimm (Christine), Paul Bertoya (Tony), Charlie Briggs (Roadie), Parley Baer (Koger)

## The Medicine Men
- Prima televisiva: 19 ottobre 1971
- Diretto da: Seymour Robbie
- Scritto da: Arthur Weingarten

### Trama
- Guest star: Bella Bruck (Mrs. Wollitzer), Burr deBenning (dottor Corman), Hank Jones (Bunks), Robert Foxworth (dottor Gary Lefferts), Holly Near (commesso), Billy Dee Williams (dottor Goodson), Lou Antonio (Case)

## The Sands of Anger
- Prima televisiva: 26 ottobre 1971
- Diretto da: Earl Bellamy
- Scritto da: Edward J. Lakso

### Trama
- Guest star: Walker Edmiston (Deever), Steve Carlson (Joe Kelton), James Nolan (Hall), Betty Anne Rees (Kate), Arthur Franz (Jeffers Sr.), Tony Dow (Parks), Stewart Bradley (tenente Dan Coates), Shelly Novack (Ed Kelton)

## The Poisoned Mind
- Prima televisiva: 2 novembre 1971
- Diretto da: Don McDougall
- Scritto da: Ernest Frankel

### Trama
- Guest star: Jack Collins (Andy), Herb Armstrong (Riker), Jean Byron (Maida), Laraine Stephens (Laurie), Erik Holland (Harley), Murray MacLeod (Manton), Wesley Lau (dottor Maggio)

## Exit the Closer
- Prima televisiva: 9 novembre 1971
- Diretto da: Don McDougall
- Scritto da: Robert E. Collins

### Trama
- Guest star: Ross Elliott, Austin Willis, Ruta Lee, Ed Prentiss, Sandy Kenyon, Larry Blyden

## Whatever Happened to Linc Hayes?
- Prima televisiva: 16 novembre 1971
- Diretto da: George McCowan
- Scritto da: Rick Husky

### Trama
- Guest star: Frank Farmer, Renny Roker, Sam Edwards, Tina Menard, Lee De Broux, Priscilla Garcia, Lance Taylor, Sr. (Deke Gibson)

## And a Little Child Shall Bleed Them
- Prima televisiva: 23 novembre 1971
- Diretto da: John Llewellyn Moxey
- Scritto da: Tony Barrett, Steffi Barrett

### Trama
- Guest star: Milton Berle (zio Bobo), June Dayton (Ellie), Eddie Ryder (Herbie), Keenan Wynn (Luther), Henry Jones (Paulie), Stephen R. Hudis, Michael Fox (dottore)

## Real Loser
- Prima televisiva: 30 novembre 1971
- Diretto da: George McCowan
- Scritto da: Robert C. Dennis

### Trama
- Guest star: Erica Petal (Kim Morgan), William Smith (Jack Harper), Harold Gould (Chenery), Martin Sheen (Danny Morgan)

## Death of a Nobody
- Prima televisiva: 7 dicembre 1971
- Diretto da: Robert M. Lewis
- Scritto da: Mann Rubin

### Trama
- Guest star: Richard X. Slattery, Florence St. Peter, Perry Lopez (Lou Delgado), Meg Foster (Carolyn), Martin E. Brooks, Brock Peters

## Feet of Clay
- Prima televisiva: 14 dicembre 1971
- Diretto da: Don Taylor
- Scritto da: Don Ingalls

### Trama
- Guest star: Wayne Storm (Morgan), Gary Dubin (Scooter), Desi Arnaz, Jr. (Victor Emory), Kevin Dobson (Howie), Jerry Davis (Ruben), Robert Donner, Alan Oppenheimer (Bob Ross)

## I Am My Brother's Keeper
- Prima televisiva: 4 gennaio 1972
- Diretto da: Jerry Jameson
- Scritto da: James Schmerer

### Trama
- Guest star: John Kerr (dottor Freilich), Brooke Mills (Janet Thompson), Guy Stockwell (Milton Shermer), Jack Ging (Dave Derman), Skip Ward (Harry Ayres), Linda Marsh (Betty Ayres)

## Deal with the Devil
- Prima televisiva: 11 gennaio 1972
- Diretto da: Don McDougall
- Scritto da: Robert C. Dennis

### Trama
- Guest star: Ron Soble (Stromme), Eric Parks (James Farley), Vicki Carr (Valetta Hall), Bill Fletcher (McCurdy), Mina Martinez (cameriera), Catherine Ferrar (hostess/padrona di casa), Marc C. Desmond (Kendellen), Larry Ward (Harward), Leslie Nielsen

## Kill Gently, Sweet Jessie
- Prima televisiva: 18 gennaio 1972
- Diretto da: Lawrence Dobkin
- Scritto da: Steffi Barrett, Tony Barrett

### Trama
- Guest star: Mort Mills (Frank Weaver), Leo Gordon (Keller), Glynn Turman (Lonnie), Al Freeman, Jr. (Jessie Cook), Don Dubbins (Gault), Leslie Uggams (Dina Lane)

## Shockwave
- Prima televisiva: 25 gennaio 1972
- Diretto da: Barry Shear
- Scritto da: Rick Husky

### Trama
- Guest star: Michael Anderson Jr. (Troy), Lynn Loring (Sue Ann), C. Elliott Montgomery (padre Kenton), Lou Krugman (Townsend)

## No More Oak Leaves for Ernie Holland
- Prima televisiva: 1º febbraio 1972
- Diretto da: Seymour Robbie
- Scritto da: Arthur Weingarten

### Trama
- Guest star: Annette Cardona (Cory), James A. Watson, Jr. (Jader), Henry Darrow (Israel Rivera), Cal Bellini (Manny Deleon), Bill Zuckert (ufficiale), Ernest Sarracino (Danny Martinelli), Robert Pine (Ernie Holland)

## The Cave
- Prima televisiva: 8 febbraio 1972
- Diretto da: Jerry Jameson
- Scritto da: Don Ingalls

### Trama
- Guest star: Patricia George (segretaria), Karl Swenson (Bradshaw)

## The Wild Weekend
- Prima televisiva: 15 febbraio 1972
- Diretto da: Robert M. Lewis
- Scritto da: Jack Turley

### Trama
- Guest star: Geoffrey Binney, Michael Long, Marlene Clark, Nicholas Cortland (Doug Coulter), Dennis Patrick (Carson Alexander), Brenda Scott (Diane), Stephen Young (Kip Hanson)

## The Tangled Web
- Prima televisiva: 22 febbraio 1972
- Diretto da: Richard Newton
- Scritto da: Ernest Frankel

### Trama
- Guest star: Woodrow Parfrey (Reese), John Calvin (Greg Boyer), Simon Scott (tenente Metcalf)

## Outside Position
- Prima televisiva: 29 febbraio 1972
- Diretto da: Philip Leacock
- Scritto da: S. S. Schweitzer

### Trama
- Guest star: Norman Alden (Shugo), Judy Strangis (Robin)

## Big George
- Prima televisiva: 7 marzo 1972
- Diretto da: Philip Leacock
- Scritto da: Richard Landau

### Trama
- Guest star: Norman Alden (Shugo), Frank Marth (Fred Keller), Sharon Acker (Agnes Carter), Vernon Weddle (Cavelli), Bobby Sherman (Andy), Judy Strangis (Robin), Andy Griffith (Big George)